# Gnamptogenys trigona
Gnamptogenys trigona é uma espécie de formiga do gênero Gnamptogenys.